# Regent (Dakota del Norte)
Regent es una ciudad ubicada en el condado de Hettinger en el estado estadounidense de Dakota del Norte. En el censo de 2010 tenía una población de 160 habitantes y una densidad poblacional de 109,92 personas por km².

## Geografía
Regent se encuentra ubicada en las coordenadas 46°25′20″N 102°33′30″O / 46.42222, -102.55833. Según la Oficina del Censo de los Estados Unidos, Regent tiene una superficie total de 1.46 km², de la cual 1.46 km² corresponden a tierra firme y (0%) 0 km² es agua.

## Demografía
Según el censo de 2010, había 160 personas residiendo en Regent. La densidad de población era de 109,92 hab./km². De los 160 habitantes, Regent estaba compuesto por el 97.5% blancos, el 0% eran afroamericanos, el 1.88% eran amerindios, el 0% eran asiáticos, el 0% eran isleños del Pacífico, el 0% eran de otras razas y el 0.63% pertenecían a dos o más razas. Del total de la población el 0% eran hispanos o latinos de cualquier raza.